# J.C.Staff
J.C.Staff Co.,Ltd. (株式会社ジェー・シー・スタッフ, Kabushiki-gaisha J C Sutaffu), is een Japanse animatiestudio opgericht in 1986. Het hoofdkantoor staat in Musashino, Tokio.

## Geschiedenis
J.C.Staff werd opgericht op 18 januari 1986 door Tomoyuki Miyata. Hun eerste project was de uit drie afleveringen bestaande OVA Sengoku Kidan Yōtōden in 1987. Sindsdien heeft deze studio diverse bekende animeseries geproduceerd, zoals Revolutionary Girl Utena, Excel Saga, Shingetsutan Tsukihime, Shakugan no Shana, Honey and Clover, Alien Nine, Azumanga Daioh, Toradora!, Ikki Tousen en vele andere.

## Producties

### Televisieseries
Hieronder volgt een lijst van anime televisieseries geproduceerd en geanimeerd door J.C.Staff:
- Metal Fighter Miku (1994)
- Touma Kijinden ONI (1995)
- Revolutionary Girl Utena (1997)
- Maze (1997)
- Alice SOS (1998)
- Sorcerous Stabber Orphen (1998)
- Iketeru Futari (1999)
- Starship Girl Yamamoto Yohko (1999)
- Orphen: The Revenge (1999)
- Excel Saga (1999)
- Yami no Matsuei (2000)
- Daa! Daa! Daa! (2000-2002) (UFO Baby)
- Mahō Senshi Riui (2001) (Rune Soldier)
- PaRappa Rappa (2001)
- Little Snow Fairy Sugar (2001)
- Ai Yori Aoshi (2002)
- Azumanga Daioh (2002)
- Spiral: Suiri no Kizuna (2002)
- Nanaka 6/17 (2003)
- Mahou Tsukai ni Taisetsu na Koto (2003)
- Gunparade March ~Aratanaru Kougunka~ (2003)
- Ikki Tousen (2003)
- R.O.D -The TV- (2003)
- Shingetsutan Tsukihime (2003)
- Ai Yori Aoshi ~Enishi~ (2003)
- Maburaho (2003)
- Sensei no Ojikan: Doki Doki School Hours (2004)
- Hikari to Mizu no Daphne -Daphne in the Brilliant Blue- (2004)
- Bōkyaku no Senritsu (2004) (Melody of Oblivion)
- Oku-sama wa Mahō Shōjo (2005)
- Karin (2005)
- Gokujou Seitokai (2005)
- Fushigiboshi no Futagohime (2005)
- Shakugan no Shana (2005)
- Starship Operators (2005)
- Honey and Clover (2005)
- Mahoraba ~ Heartful Days ~ (2005)
- Loveless (2005)
- Yomigaeru Sora - RESCUE WINGS - (2006)
- Fushigiboshi no Futagohime Gyu! (2006)
- Honey and Clover II (2006)
- Zero no Tsukaima (2006)
- Ghost Hunt (2006)
- Asatte no Houkou (2006)
- Di Gi Charat - Winter Garden (2006)
- Nodame Cantabile (2007)
- Sky Girls (2007)
- Potemayo (2007)
- Zero no Tsukaima: Futatsuki no Kishi (2007)
- Shakugan no Shana Second (2007)
- Nabari no Ō (2008)
- Kimikiss: Pure Rouge (2007-2008)
- Shigofumi (2008)
- Slayers REVOLUTION (2008)
- Zero no Tsukaima: Princesses no Rondo (2008)
- Toaru Majutsu no Index (2008)
- Toradora! (2008)
- Nodame Cantabile - Paris (2008)
- Hatsukoi Limited (2009)
- Hayate no Gotoku: Second Season (2009)
- Taishō Yakyuū Musume (2009)
- Slayers EVOLUTION R (2009)
- Toaru Kagaku no Railgun (2009)
- Aoi Hana (2009)
- Kaichou wa Maid-sama! (2010)
- Nodame Cantabile - Finale (2010)
- Uragiri wa Boku no Namae o Shitteiru (2010)
- Ōkami-san to Shichinin no Nakamatachi (2010)
- Bakuman (2010)
- Shakugan no Shana Third (2010)
- Otome Youkai Zakuro (2010)
- Toaru Majutsu no Index: Second Season (2010)
- Tantei Opera Milky Holmes (2010)
- Yumekui merry (a.k.a: dreameater merry) (2011)
- Hidan no Aria (a.k.a. Aria the Scarlet Ammo) (2011)
- Bakuman. (2011)
- Kaitou Tenshi Twin Angel: Kyun Kyun Tokimeki Paradise!! (a.k.a. Twin Angel: Twinkle Paradise) (2011)
- Kamisama no Memo-chou (a.k.a. Heaven's Memo Pad) (2011)
- Kimi to Boku (a.k.a. You and Me) (2011)
- Tantei Opera Milky Holme 2 (2012)
- Ano Natsu de Matteru (a.k.a. Waiting in the Summer) (2012)
- Zero no Tsukaima F (a.k.a. The Familiar of Zero F) (2012)
- Kill Me Baby (a.k.a. Baby, Please Kill Me!) (2012)
- Joshiraku (2012)
- Kimi to Boku. 2 (a.k.a. You and Me. 2) (2012)
- Arcana Famiglia (a.k.a. La Storia Della Arcana Famiglia) (2012)
- Little Busters! (2012)
- Sakurasou no Pet na Kanojo (a.k.a. The Pet Girl of Sakurasou) (2012)
- Hentai Ouji to Warawanai Neko. (a.k.a. The "Hentai" Prince and the Stony Cat.) (2013)
- To Aru Kagaku no Railgun S (2013)
- Futari wa Milky Holmes (a.k.a. Tantei Opera Milky Holmes: Sisters) (2013)
- Little Busters! Refrain (2013)
- Golden Time (2013)
- Witch Craft Works (2014)
- Love Stage!! (2014)
- Romantika Clock (2014)
- Fuuun Ishin Dai Shogun (a.k.a. Dai-Shogun - Great Revolution) (2014)
- Selector Infected WIXOSS (2014)
- Magimoji Rurumo (2014)
- Selector Spread WIXOSS (2014)
- Kangoku Gakuen (a.k.a. Prison School) (2015)
- Tantei Opera Milky Holmes TD (2015)
- Heavy Object (2015)
- Shimoneta to Iu Gainen ga Sonzai Shinai Taikutsu na Sekai (a.k.a. SHIMONETA: A Boring World Where the Concept of Dirty Jokes Doesn’t Exist) (2015)
- Dungeon ni Deai o Motomeru no wa Machigatte Iru Darou ka? (a.k.a. Is It Wrong to Try to Pick Up Girls in a Dungeon?) (2015)
- Shokugeki no Souma (a.k.a. Food Wars!) (2015)

### OVA's
Hieronder volgt een lijst van OVA's geproduceerd en geanimeerd door J.C.Staff:
- Yōtōden (1987)
- Earthian (1989)
- Ankoku Shinden Takegami (1990)
- Osu!! Karate Bu (1990-1992)
- Chō Bakumatsu Shōnen Seiki Takamaru (1991)
- The Super Dimension Century Orguss 02 (1992)
- Appleland Monogatari (1992)
- Konpeki no Kantai (1995)
- Level C (1995)
- New Dominion Tank Police (1993-1994)
- Idol Defense Force Hummingbird (1993-1995)
- Arslan Senki (1995) (1995)
- Galaxy Fraulein Yuna (1995)
- Hurricane Polymar (1996-1997)
(in samenwerking met Tatsunoko Production)
- Kyokujitsu no Kantai (1997)
- Detatoko Princess (1998)
- Yume de Aetara (1998)
- Nekojiru-so (2001) (Cat Soup)
- Alien Nine (2001)
- Eiken (2003)
- Sky Girls (2006)
- Shakugan no Shana Tokubetsuhen (2006)
- Hayate no Gotoku OVA (2009)
- Shakugan no Shana S (2009)
- Toaru Kagaku no Railgun (2010)